# Monstre de Montauk

Le monstre de Montauk est une créature avec un « bec de dinosaure » qui a été retrouvée échouée à Ditch Plains, près de Montauk, New York, à la fin juillet 2008,.

## Histoire
On a supposé qu'il pourrait s'agir d'une tortue sans sa carapace - même si la carapace d'une tortue ne peut être enlevée sans endommager l'animal - d'un chien, d'un raton laveur, ou peut-être du résultat d'une expérience scientifique d'un Centre officiel de tests sur les animaux qui se trouve à proximité, le Plum Island Animal Disease Center.
Du fait que le corps n'est pas disponible pour qu'on l'étudie, et qu'on ne le montre que sur des photos prises par les gens de l'endroit qui l'ont découvert, certains pensent qu'il pourrait s'agir d'une image travaillée informatiquement ou qu'elle fait partie d'une campagne de marketing pour une émission à venir de la Cartoon Network sur le thème de la cryptozoologie et qui sera intitulée The Secret Saturdays ou Cloverfield 2. Une nouvelle image de cette créature a également été montrée aux actualités et sur Internet. L'expert en animaux Jeff Corwin est passé sur Fox News et a affirmé qu'après avoir examiné attentivement la photographie, il estime que le « monstre » est simplement un raton laveur ou un chien qui s'est un peu décomposé.
William Wise, directeur du Living Marine Resources Institute de l'Institut Stony à l'université d'État de New York à Stony Brook a interprété la photo avec l'aide d'un collègue, et a suggéré qu'il s'agissait d'une imposture après avoir écarté les possibilités suivantes :
- Un raton laveur : « Les pattes semblent être trop longues en proportion du reste ».
- Une tortue de mer : « Les tortues de mer n'ont pas de dents ».
- Un rongeur : « Les rongeurs ont deux incisives très grandes et courbes sur le devant de la bouche ».
- Un chien ou un autre canidé comme un coyote : « L'arcade sourcilière et les pattes ne correspondent pas ».
- Un mouton : « Les moutons n'ont pas de dents tranchantes ».

D'autres ont identifié le « monstre » comme une carcasse de porc décomposée. L'apparence de la créature peut être due au fait qu'elle a séjourné dans l'eau pendant une longue période de temps avant de s'échouer sur le rivage.
Le paléozoologue britannique Darren Naish pense qu'il s'agit de la carcasse en décomposition d'un raton laveur.

## Cas similaires
En juillet 2012, un autre animal d'allure particulière a été découvert, échoué, comme le précédent, sur une plage new-yorkaise. Spécialistes et scientifiques s’interrogent à nouveau sur l'origine de ce « monstre », qui par certains aspects rappelle celui découvert en juillet 2008, dans la même zone géographique.

## Dans les médias
Cette créature a fait l’objet du 2e épisode de la 3e saison de Ancient Aliens qui est une série télévisée traitant des phénomènes paranormaux liées à la venue des extraterrestres sur Terre.

## Source
- (en) Cet article est partiellement ou en totalité issu de l’article de Wikipédia en anglais intitulé « Montauk Monster » (voir la liste des auteurs).